# Język guarani
Język guarani (nazwa własna: Avañe'ẽ) – polisyntetyczny język z rodziny językowej tupi-guarani, którym posługuje się 6–7 mln osób – południowoamerykańskich Indian z grupy ludów Guarani oraz tamtejszych Metysów. Zamieszkują oni głównie w Paragwaju, a także w Brazylii, Boliwii i Argentynie (w tym liczni emigranci w Buenos Aires).
Początkowo jeden z głównych języków ludów pierwotnych, zamieszkujących centralne obszary Ameryki Południowej, od czterech stuleci współistnieje tam z językiem hiszpańskim, co prowadzi do ich wzajemnego przenikania się i uzupełniania. Pierwotnie występował wyłącznie w wersji ustnej, ale w XVIII wieku, początkowo dzięki tekstom religijnym wykorzystywanym przez jezuitów w tzw. redukcjach na terenie Republiki Guaranów, uzyskał także formę literacką. Obecnie, obok hiszpańskiego, jest jednym z dwóch oficjalnych języków Paragwaju.
Mimo wyjątkowej w skali kontynentu sytuacji, w której ponad 90% mieszkańców kraju zna język guarani jako ojczysty, to elity rządzące posługują się głównie hiszpańskim i przez to obecność guarani w sytuacjach oficjalnych i urzędowych jest wciąż niewielka. W 1950 r. na kongresie językowym w Montevideo przyjęto nowy model alfabetu języka guarani, niezależny od wzorców języka hiszpańskiego.
Dysponuje 18 spółgłoskami oraz samogłoskami: a, e, i, o, u, y – każdej z nich odpowiada też samogłoska nosowa. Deklinacja rzeczowników jest słabo rozbudowana. Posiada tylko 4 rodzime liczebniki, reszta (od 5 w górę) pochodzi z języka hiszpańskiego.
Dzięki językowi guarani do języków europejskich trafiły takie słowa, jak tukan, jaguar, aguti, pirania i kuguar. Większość nazw geograficznych w Paragwaju ma jedynie hiszpańskie formy, ale np. stolica państwa Asunción w języku guarani nazywa się tak samo jak kraj – Paraguai.
Przykładowy tekst w języku guarani:
- Mayma yvypóra ou ko yvy ári iñapytl’yre ha eteîcha dignidad ha derecho jeguerekópe; ha ikatu rupi oikuaa añetéva ha añete’yva, iporâva ha ivaíva, tekotevê pehenguéicha oiko oñondivekuéra.

Przekład:
- Wszyscy ludzie rodzą się wolni i równi w swojej godności i w swych prawach. Są oni obdarzeni rozumem i sumieniem i powinni postępować wobec innych w duchu braterstwa (Art. 1 Powszechnej Deklaracji Praw Człowieka)